# Pteria hirundo
Espèce
Synonymes
- Mytilus hirundo Linnaeus, 1758
(protonyme)

L'avicule hirondelle (Pteria hirundo) est une espèce de mollusques de la famille des Pteriidae.
Valve droite et gauche du même spécimen:

Valve droite
Valve gauche